# وایاکو
وایاکو (به لاتین: Vaiaku) یک منطقهٔ مسکونی در تووالو است که در جزیره فونگافاله واقع شده‌است. وایاکو ۵۱۶ نفر جمعیت دارد.